# Mota del Marqués
Mota del Marqués est une commune de la province de Valladolid dans la communauté autonome de Castille-et-León en Espagne.

## Sites et patrimoine
- Église San Martín (es).
- Église de El Salvador.
- Chapelle Nuestra Señora de Castellanos.
- Chapelle du Cristo del Humilladero.
- Château de Mota del Marqués (es)
- Palais de los Ulloa (es)

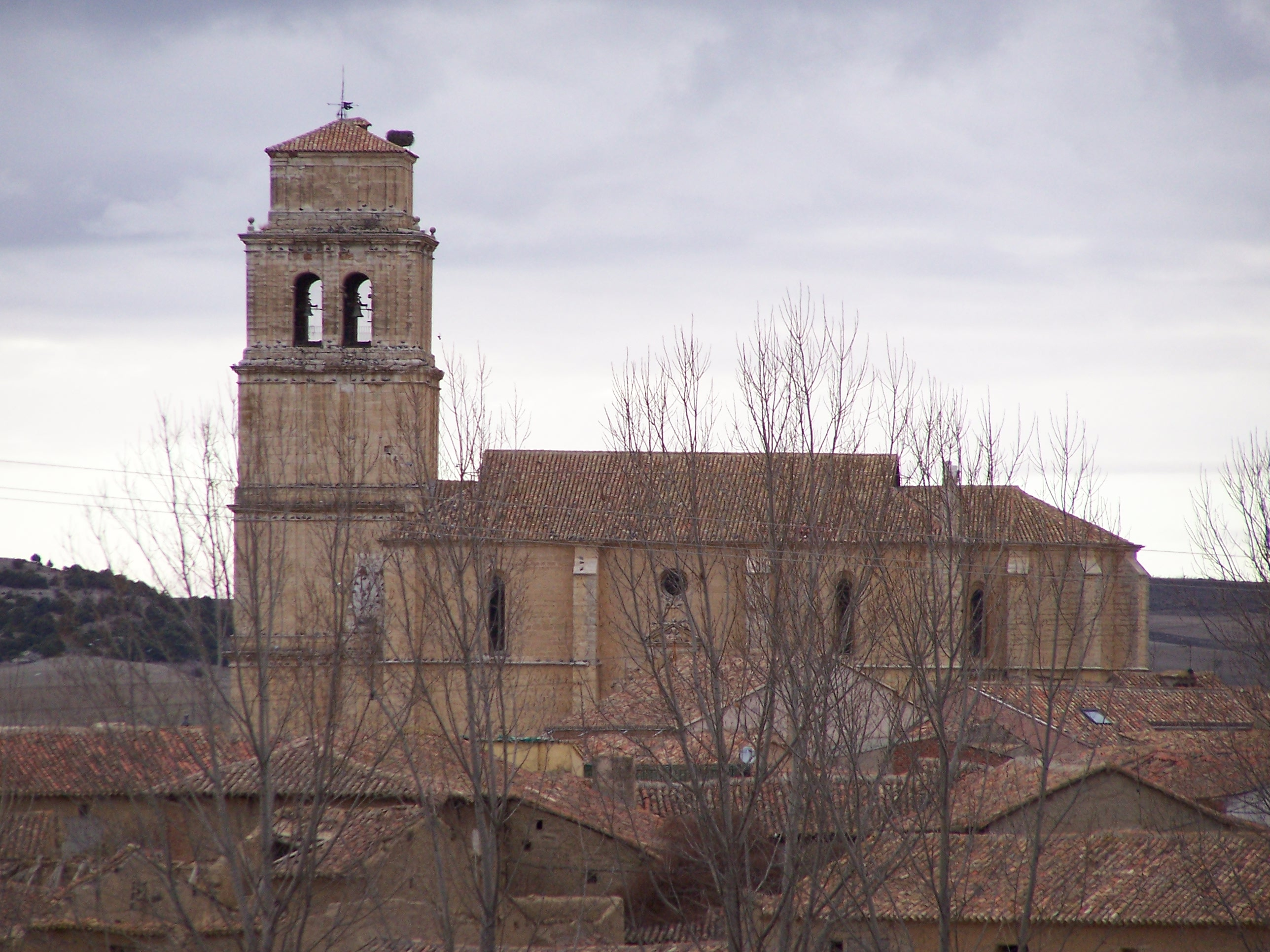
Église San Martín.
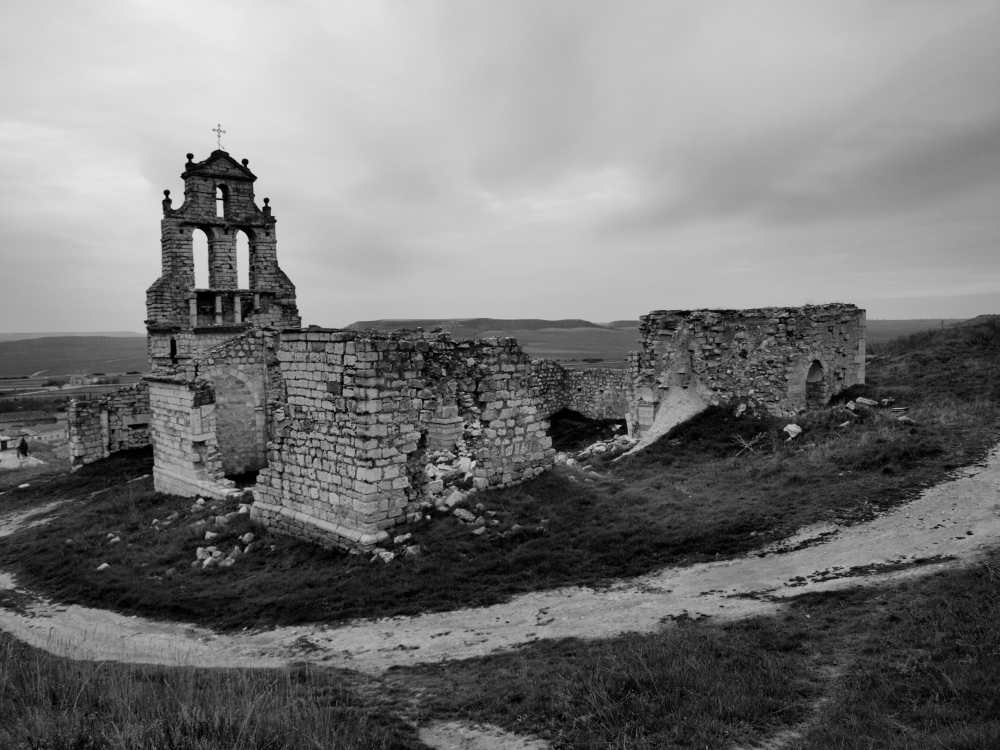
Église de El Salvador en ruines.
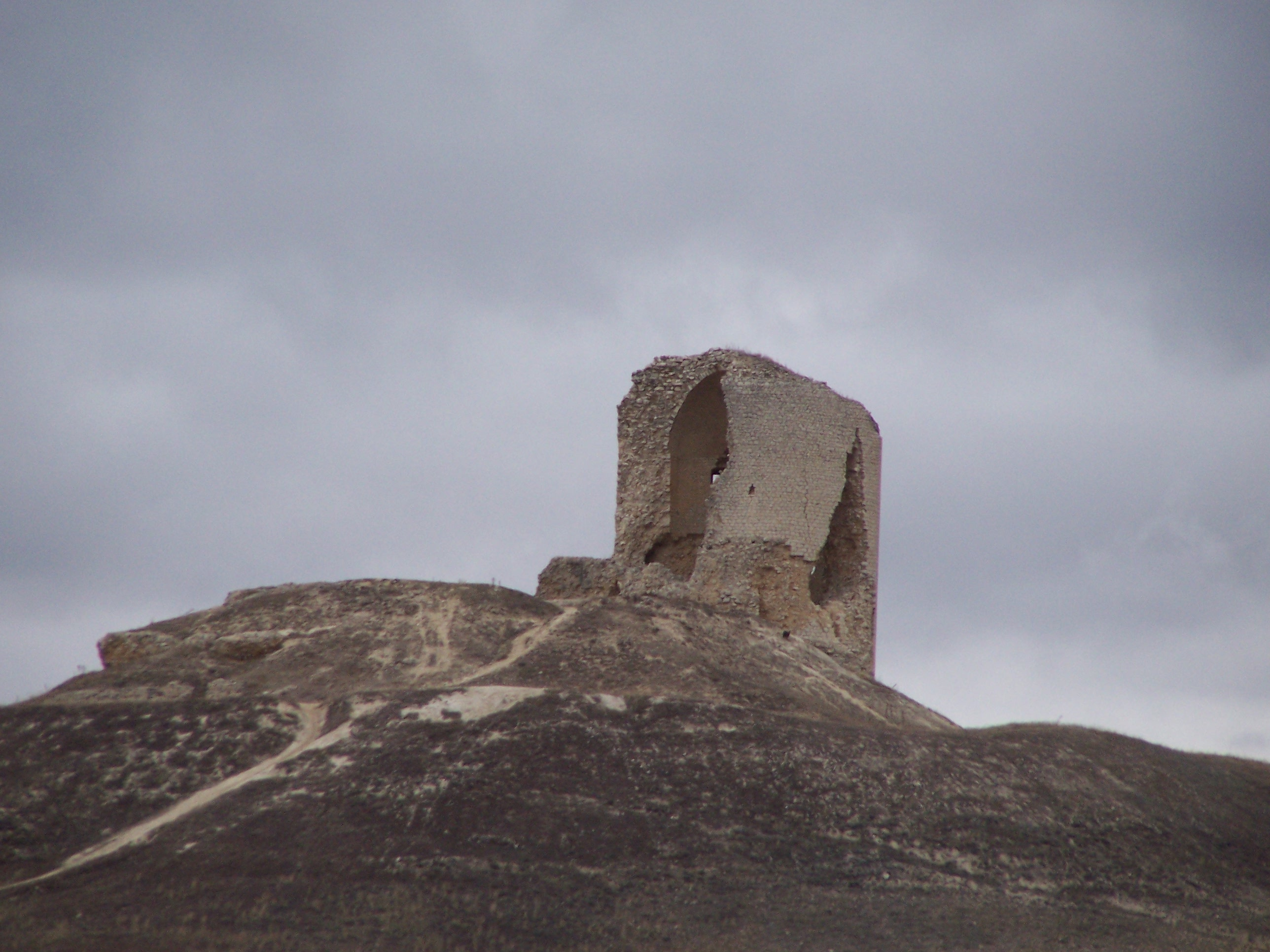
Reste du château de Mota del Marqués.
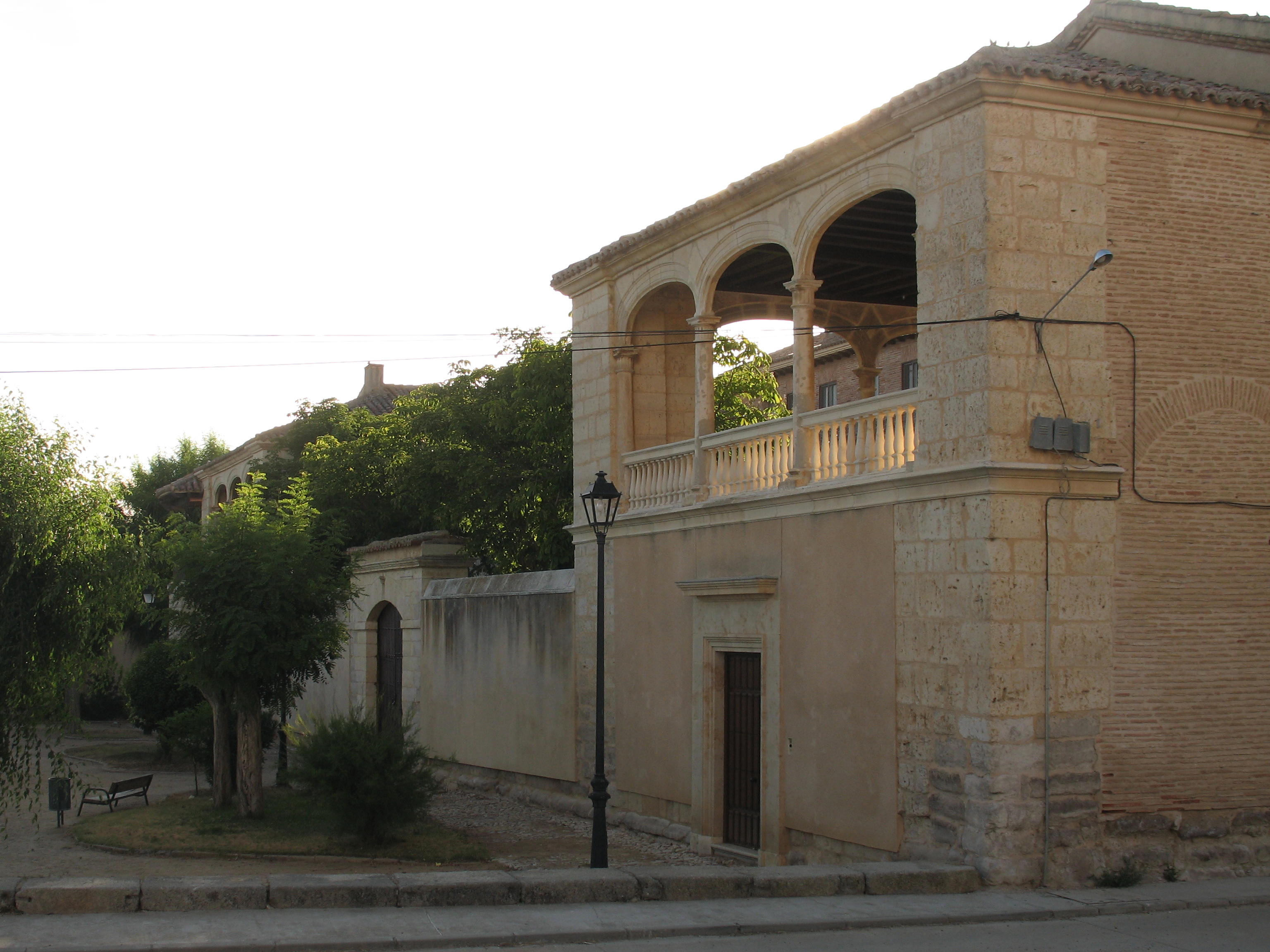
Palais de los Ulloa.